# Харинская (Рыбинский район)
Харинская — деревня в Макаровском сельском округе Судоверфского сельского поселения Рыбинского района Ярославской области .
Деревня расположена в окружении полей на южной стороне автомобильной дороги Рыбинск—Глебово, между деревнями Дятлово (в сторону Глебово, на запад) и посёлком Юбилейный (в сторону Рыбинска, на восток). Деревня стоит на правом берегу Фоминского ручья, который отделяет её от Дятлово, стоящего на левом берегу. Единственная улица деревни ориентирована с севера на юг, перпендикулярно автомобильной дороге. К северу от Дятлово — деревня Рябухино, к которой от Харинской ведёт просёлочная дорога, к югу, выше по течению реки урочище Докукино .
Деревня Харинская и деревня Докукина, там где сейчас урочище, указаны на плане Генерального межевания Рыбинского уезда 1792 года.
На 1 января 2007 года в деревне числилось 3 постоянных жителя . Деревня обслуживается почтовым отделением 30 в Рыбинске. По почтовым данным в деревне 22 дома. Улицы не именуются .
Кабанов Константин Михайлович, Герой Советского Союза, родился в деревне Харинская.